# IC 5086
IC 5086 је елиптична галаксија у сазвјежђу Микроскоп која се налази на листи објеката дубоког неба у Индекс каталогу.
Деклинација објекта је - 29° 46' 8" а ректасцензија 21h 8m 32,0s. Привидна величина (магнитуда) објекта IC 5086 износи 12,7 а фотографска магнитуда 13,7. IC 5086 је још познат и под ознакама ESO 464-25, MCG -5-50-2, AM 2105-295, PGC 66179.